# Loreto Garza
Loreto Garza (* 23. Mai 1963 in Sacramento, Kalifornien, USA) ist ein ehemaliger US-amerikanischer Boxer im Halbweltergewicht. 
1983 gab er gegen Don Canada mit einem klassischen K. o. in Runde 2  erfolgreich seine Profidebüt. Bereits in seinem 6. Kampf musste er seine erste Niederlage einstecken. 
Am 17. August im Jahr 1990 bezwang er Juan Martin Coggi (45-1-2) durch Mehrheitsentscheidung und wurde dadurch Weltmeister der WBA.